# Адри ван Тигелен
Адријанус Андреас Адри ван Тигелен (хол. Adrianus Andreas Adri van Tiggelen; 16. јун 1957) бивши је холандски фудбалер. 

## Биографија

### Клупска каријера
Започео је фудбалску каријеру у Спарти из Ротердама. Дебитовао је у Ередивизији 30. августа 1978, на утакмици против комшијског клуба Фајенорда. Током петогодишњег боравка у клубу, био је стандардни првотимац, такође је сваке сезоне дао бар један гол (укупно 13 лигашких голова).
Године 1983. потписао је уговор са Гронинген и остао тамо три године. Успео је да поново одржи највиши ниво игре у свакој сезони. После тога је имао први инострана ангажман, пошто се придружио белгијском Андерлехту, где је такође био стандардан у првом тиму.
Са 34 године, вратио се у своју отаџбину, прешао је у ПСВ из Ајндховена. Играо је на скоро 100 званичних наступа за клуб, а наступио је на 26 утакмица кад је тим победио у националном првенству у сезони 1991/92. У каријери је још играо за Дордрехт'90; последњу утакмицу је одиграо на домаћем терену против Волендама (резултат 5:1).
Након завршетка играчке каријере, радио је посао фудбалског тренера.

### Репрезентативна каријера
За репрезентацију Холандије је одиграо 56 утакмица. Дебитовао је за државни тим у 26. години, и то 21. септембра 1983. године на пријатељској утакмици против Белгије (1:1).
Од 1986. па надаље, наступао је редовно за национални тим. Играо је у свим мечевима на Европском првенству 1988, који је Холандија освојила. Био је члан репрезентације на Светском првенству 1990. и Европском првенству 1992. Повукао се из националног тима после првенства Европе у Шведској 1992. године.

## Успеси

### Клуб
ПСВ
- Ередивизија: 1991/92.
- Суперкуп Холандије: 1992.

Андерлехт
- Првенство Белгије: 1986/87, 1990/91.
- Куп Белгије: 1987/88, 1988/89.
- Суперкуп Белгије: 1986, 1987, 1989.

### Репрезентација
Холандија
- Европско првенство: 1988.